# Latitudes Crossing
Latitudes Crossing är ett musikalbum av Ale Möller och Jonas Knutsson, utgivet 1999 av Atrium/Warner Music. Albumet var ett projekt som hette "Stockholm Folk Big Band Project" där man blandade olika kulturers folkmusik från olika delar av världen. 2000 fortsatte man samarbetet och spelade in skivan Krokodilfiolen. Bandet var en början som senare skulle bli Ale Möller Band.

## Låtlista
1. "Jekere Suite" – 7:03
  1. "Jula Jekere" (Gambisk trad.) – 6:28
  2. "Björkpolskan" (Knutsson) – 0:35
2. "Forest Suite" – 8:03
  1. "Långdans" (Möller) – 2:44
  2. "Samicos" (Grekisk trad.) – 3:50
  3. "Svingedans" (Möller) – 1:29
3. "Over the Ocean" – 8:03
  1. "Sobre o Mar" (Möller) – 4:02
  2. "Panda Kati Kinjete" (Möller) – 2:40
  3. "Hzam" (Knutsson) – 2:16
4. "Mountain Ridges" – 10:42
  1. "Goaskinoabba" (Inga Juuso) – 3:02
  2. "Samarinas" (Grekisk trad.) – 1:42
  3. "O-weha" (Möller) – 2:15
  4. "Veum" (Möller) – 3:43
5. "Cikada Suite" – 10:19
  1. "Kokorono Uta" (Yasuhito Mori) – 2:09
  2. "Takeda No Komoriuta" (Japansk trad.) – 1:21
  3. "Senhora" (Brasiliansk trad.) – 0:39
  4. "Cikada" (Möller) – 1:03
  5. "Tzivaeri" (Grekisk trad.) – 5:07
6. "Orbina Suite" – 6:20
  1. "Orbina" (Samisk trad.) – 3:20
  2. "Nwroz" (Kurdisk trad.) – 3:00
7. "Agora e Sempre" – 6:05
  1. "Buscamos" (Möller) – 1:21
  2. "Ciko Bra" (Perwer) – 1:30
  3. "Vog" (Senegalesisk trad.) – 1:19
  4. "Mudras" (Sydindiansk trad.) – 1:25
8. "Tara Suite" – 6:19
  1. "Sunnen Elle" (Samisk trad.) – 1:22
  2. "Tara" (Gambisk trad.) – 4:04
  3. "Magdalenapolskan" (Svensk trad.) – 1:22

Total tid: 63:58
- Arrangemang:
- Knutsson (5a, 5c, 7d)
- Knutsson, Mori (5b)
- Knutsson, Möller (6, 7b, 7c)
- Möller (1a, 2b, 4a, 4b, 5e, 8a, 8b)
- Möller, Hedin (8c)

## Stockholm Folk Big Band Project
- Ale Möller — mandola, flöjt, skalmeja, folkharpa, hackbräde, mungiga, dragspel, harmonium
- Jonas Knutsson — baryton-, sopran- & sopraninosaxofon, flöjt
- Ismet Demirhan — mey, ney, zurna
- Alagi M'bye — kora, sång
- Mamadou Sene — sång, riti
- Dalila Da Silva Costa — sång
- Maria Stellas — sång, zilja
- Inga Juuso — jojk
- Santiago Jimenez — violin
- Amit Sen — cello
- Johan Hedin — nyckelharpa
- Yasuhito Mori — kontrabas
- Alfredo Chacon — marimba, percussion
- Rafael Sida — percussion